# Bombón: El Perro

Bombón: El Perro (Bombón: De Hond) is een Argentijns-Spaanse film uit 2004. Het verhaal is een moderne fabel over een werkloze man en een hond in Patagonië, die hun geluk beproeven.

## Verhaal
De film vertelt het verhaal van een 52-jarige man (Juan "Coco" Villegas), een vreselijk lieve man die enigszins naïef in het leven staat. Hij helpt mensen zonder er iets voor terug te verlangen. Hij is zijn baan bij een tankstation kwijtgeraakt probeert aan de kost probeert te komen door zelfgemaakte messen te verkopen. Dat is geen vetpot. Op een dag krijgt hij een Argentijnse dog in ruil voor een reparatie aan een auto. (die hij kon verrichten na de wagen eerst 150 kilometer te hebben gesleept). De hond wordt als rashond en prijswinnaar herkend. Samen met een nieuwe compagnon gaat Coco met zijn hond naar hondenshows en fokkers. De hond blijkt een inderdaad prijzen te winnen, maar heeft ook een groot manco: hij heeft geen libido. Dat blijkt voor een fokdier tamelijk lastig te zijn.

## Rolverdeling
De hoofdrolspelers zijn amateurs. Ze spelen echter professioneel. Juan Villegas doet maar heel weinig, maar komt daardoor des te overtuigender over. Zijn emoties blijven klein, maar worden verraden door kleine blikken in de ogen.
| Acteur         | Personage            | Opmerkingen       |
| -------------- | -------------------- | ----------------- |
| Juan Villegas  | Juan "Coco" Villegas | hoofdrol          |
| Walter Donado  | Walter Donado        | hoofdrol          |
| Gregorio       | Bombón               | hond              |
| Rosa Valsecchi | Susana               |                   |
| Mariela Díaz   | Coco's dochter       |                   |
| Mario Lescano  | Tucumano             | Coco's schoonzoon |

## Achtergrond
Het verhaal speelt tegen de achtergrond van de Argentijnse economische crisis. De gevolgen die de crisis voor het gewone volk heeft zijn in elke scène merkbaar. Vrees voor werkloosheid en armoede liggen op de loer. Toch blijft de maatschappijkritiek in deze film mild. Filmregisseur Carlos Sorín kiest voor een hoopvolle inslag, waarin mensen op zoek gaan naar een betere toekomst.

## Prijzen en nominaties
- 2004: FIPRESCI prijs in het Internationaal filmfestival van San Sebastian.
- 2005: Mayahuel Award in het Internationaal Filmfestival van Guadalajara te Mexico.
- 2005: diverse nominaties voor een Cóndor de Plata door de Asociación de Críticos Cinematográficos de Argentina.